# イマフェン
イマフェン(Imafen)は、ヤンセン・シラグが1970年代中盤に特許を取った抗うつ薬である。しかし、これまで市販はされていない。